# 岩間保彦
岩間 保彦（いわま やすひこ、1977年8月26日 - ）は、日本の元ラグビー選手。

## プロフィール
- 神奈川県出身。
- ポジションはプロップ(PR)、フッカー(HO)。
- 身長 183cm、体重 113kg
- 日本代表キャップは6。
- U23日本代表に選ばれたことがある[1]。
- 関西代表に選ばれたことがある[2]。

## 略歴
1996年、相模台工業高校卒業後、帝京大学に入る。
1999年、帝京大学ラグビー部の主将に就任した。
2000年、帝京大学卒業後、トヨタ自動車ヴェルブリッツに加入。
2007年、現役を引退した。